# Antechinus subtropicus
El antequino subtropical (Antechinus subtropicus) es una especie de marsupial dasiuromorfo de la familia Dasyuridae endémica de Australia, que habita desde el sureste de Queensland al noreste de Nueva Gales del Sur en bosques de viñedos subtropicales.